# Kehrsatz
Kehrsatz es una comuna suiza del cantón de Berna, situada en el distrito administrativo de Berna-Mittelland. Limita al norte con el río Aare y la comuna de Muri bei Bern, al este con Belp, al sur con Wald, y al oeste con Köniz.
Hasta el 31 de diciembre de 2009 situada en el distrito de Seftigen.

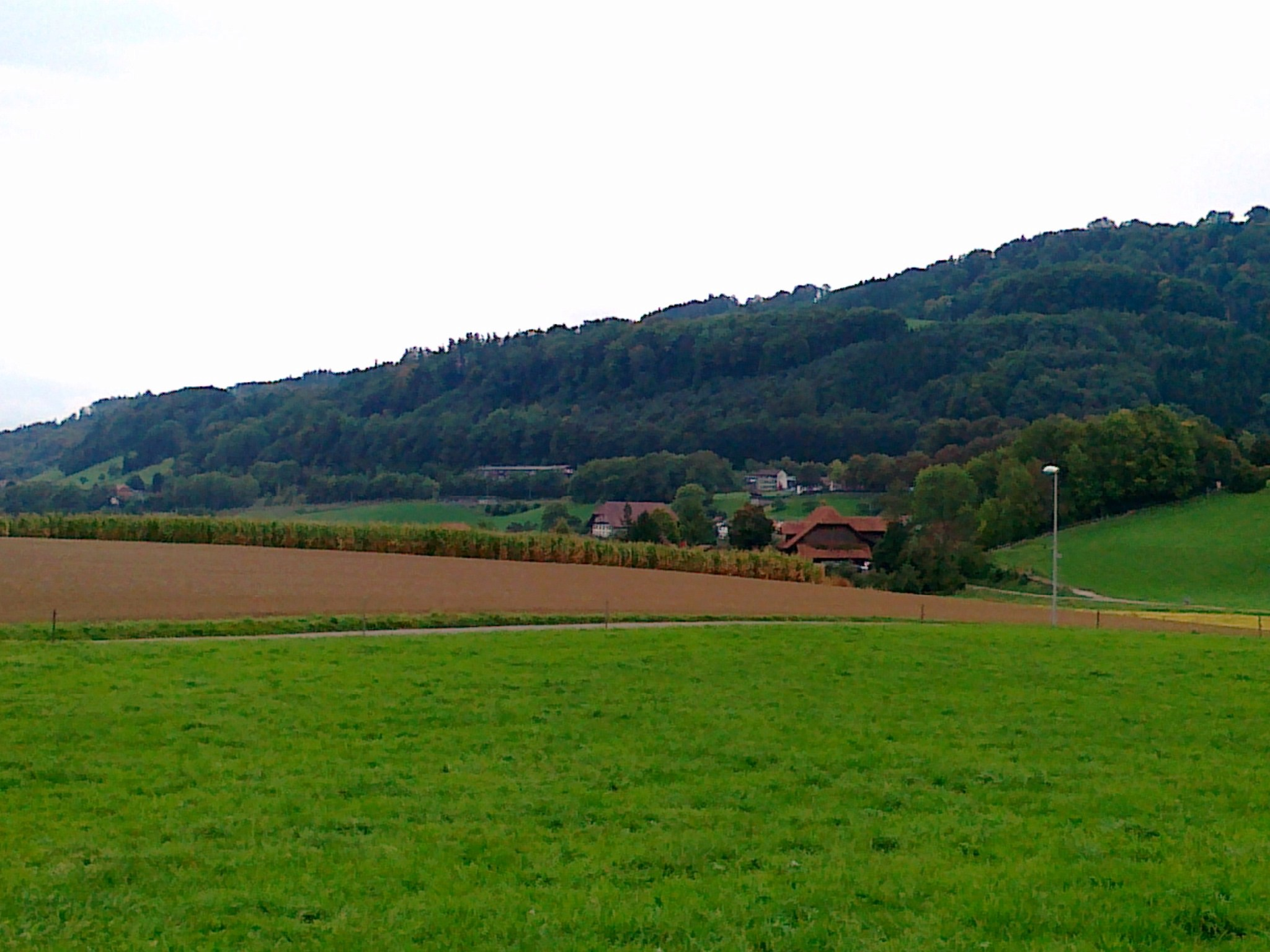
Vista de una granja en Kehrsatz.